# John Cannon
John Cannon, född 23 juni 1933 i London, död 18 oktober 1999 i New Mexico, var en kanadensisk racerförare.

## Racingkarriär
Cannon deltog ett formel 1-lopp, USA:s Grand Prix 1971, i vilket han körde för BRM och slutade på fjortonde plats.
Cannon dog efter ett haveri med ett ultralätt flygplan.